# 梅超风
梅超風是金庸小說《射鵰英雄傳》的反派人物，原名梅若華，原為黃藥師的三弟子，陳玄風的師妹兼妻子，陸乘風、黃蓉、程英的師姐，杨康的師父，傻姑的師叔，陸冠英的師伯，但與陳玄風背叛了師門，兩者合稱為「黑風雙煞」。
武功高強，除五絕、老頑童周伯通、鐵掌幫幫主裘千仞之外少有敵手，應只有习得左右互搏后的郭靖和全真七子的天罡北斗陣可勝過她，行事心狠手辣，爪功和鞭法了得，外號「鐵屍」， 為金庸小說中武功超群的高手之一。
登場回數:(射)4,6,10-11,13-15,25-26

## 生平
梅超風早年原為為奴婢，長期遭受主人虐待，後被黃藥師所救，拜黃藥師為師，本性善良單純，但與黃藥師關係一度曖昧。多年後，與師兄陳玄風盜去《九陰真經》下卷（黃夫人手抄本），背叛師門，導致另外四位師兄弟被黃藥師遷怒挑斷腳筋，逐出師門，師母黃夫人更因助黃藥師重新默寫九陰真經從而難產而死。與陳玄風離開了桃花島後，修習《九陰真經》裏幾門速度成的武功。憑真经內的白蟒鞭法、摧心掌、九陰白骨爪名震江湖，武功高強，二人成為馳名的「黑風雙煞」，自己亦將自己所習的偷偷傳授楊康。
由於梅超風夫婦欠缺九陰真經上卷的內功基礎，他們誤以為「九陰白骨爪」中「五指發勁，無堅不破，摧敵首腦，如穿腐土」是需要通過死人人頭，並以砒霜為輔協助修練，然而，九陰真經下卷的武功是需要通過上卷的道家內功修煉，二人故此不知經中所云「摧敵首腦」是攻敵要害、擊敵首領之意，還道是以五指去插入敵人的頭蓋，又以爲練功時也須如此，因此陳玄風與梅超風的武功變得陰狠毒辣，便到處提取人頭，到處作惡以練功，逐漸引起一些正派江湖人士的反感。師弟陸乘風自無辜被黃藥師逐出師門後，一直耿耿於懷，思來源頭便是陳玄風與梅超風二人，對梅超風夫婦極為怨恨，便乘機號召一些對梅超風反感的正道人士討伐梅超風，其中「江南七怪」之首柯鎮惡的兄長柯辟邪亦在此行列，但被梅超風殺害，然而，此舉卻導致丈夫陳玄風往後的殺身之禍。即使如此，陸乘風亦成功把陳玄風與梅超風迫出中原，二人被迫在蒙古流亡。兩人橫練功夫甚強、不怕擊打，只對利器稍有忌憚。畢竟二人的功夫非玄門正宗的九陰真經，只不過是作者敵人的幾門邪功，非作者所創的光明正大武功，自然各自有個脆弱無比的罩門，一碰即死。「銅屍」陳玄風的罩門在肚臍，「鐵屍」梅超風的則在舌下。幾年後在蒙古大漠遇上復仇的「江南七怪」，雙方爆發激戰，激戰中，陳玄風殺死張阿生但不慎被六歲的郭靖（小說男主角）的匕首刺中罩門肚臍致死，自己亦被柯鎭惡的毒菱射盲雙眼。故恨透江南七怪及郭靖，欲報殺夫之仇。陳玄風死後，梅超風含淚割走陳玄風身上刻着九陰真經的人皮（新修版把此情節改掉，陳玄風所持的仍是黃夫人的手抄本），不久，喪夫的梅超風獲金國的六王爺趙王完顏洪烈收留，在王府做雜工為生，平日也只藏在王府的洞穴中練功，不與其他人交流，以避追殺。後來，遇上完顏洪烈的養子完顏康（楊康），梅超風便私下收其為弟子，但礙於師門規矩，沒有傳授桃花島武功，只傳授九陰真經的武功，而楊康亦以自己所習得的全真心法交換，以治療梅超風錯練九陰真經走火入魔所帶來的傷患。
十多年後，隨完顏洪烈到蒙古祭拜丈夫時，遇上「江南六怪」、郭靖、全真教掌教「丹陽子」馬鈺、蒙古公主華箏，期間還脅持華箏，但「江南六怪」和馬鈺假扮「全真七子」聚會，加上馬鈺以全真教內功運氣，梅超風則誤以「全真七子」在大漠相聚，成功把梅超風嚇走，期間梅超風還順道詢問了馬鈺幾句全真教心法。幾月後，在王府重遇郭靖，這時郭靖正被梁子翁返殺，後梅超風出手相救，但當梅超風得如知郭靖身世，怒意漸生，梅超風恨不得立時殺了其報仇，自陳玄風死後，梅超風則變得變得為報仇而活。後來，黃蓉（本書女主角，黃藥師之女）出現，梅超風得知黃蓉身世後，便不殺郭靖，反在黃蓉哄騙梅超風說黃藥師駕到，謊稱會為梅超風求情，在不及細想下，反助郭靖擊退歐陽克、彭連虎、梁子翁、沙通天諸人等，期間亦詢問了郭靖幾句全真心法，最後，梅超風得知黃蓉欺騙自己，但此時一衆人也逃之夭夭，儘管如此，梅超風出於愧對師恩，也黃蓉百般苛護，然而，黃蓉怒恨梅超風背叛師門致母親難產而死，始終對她並無好感。
楊康南下臨安之際不慎被反金的江南陸家莊少主陸冠英所擒，囚禁在師弟陸乘風的陸家莊地牢中，穆念慈將楊康被困的消息轉達給在蘇州破廟的梅超風，然而，此時在破廟的梅超風正被對九陰真經同謀不軌的歐陽克以毒蛇圍攻，但被身後戴着人皮面具的師父黃藥師以「碧海潮生曲」相救，只是梅超風不知道黃藥師在身後，後來黃藥師亦一直悄悄跟在其身後。之後，梅超風便到陸家莊處向陸乘風索要人質，期間遇上仇人「江南七怪」和郭靖師徒，郭靖一度以新學的「降龍十八掌」之中的十五掌，再配合無聲掌把梅超風暫時擊退，但梅超風亦以九陰白骨爪，把其刺傷，「妙手書生」朱聰在盜取解藥之際也誤將九陰真經下卷人皮一併拿走，只是朱聰自己也不知道（新修版中手抄本亦在梅超風懷中，朱聰只是盜去解藥），及後，梅超風再度被戴着人皮面貝的黃藥師救走，之後黃藥師以「彈指神通」助梅超風破去郭靖無聲音的「降龍十八掌」，隨後黃藥師正式露面，梅超風再次重遇恩師，然而黃藥師把「附骨針」打入梅超風體內，命他一年來把失蹤的九陰真經重新找回和殺盡看過九陰真經的人，並需把曲靈風、馮默風和他們家人重新找回送到歸雲莊，並須自斷雙手，廢除武功，事成後到桃花島向黃藥師滙報，黃藥師才會為其拔針，梅超風對上述要求一一答應（新修版刪去黃藥師為梅超風打入「附骨針」一節，而且九陰真經手抄本已歸還黃藥師，亦沒再提及黃藥師對梅超風的三大要求）。
後來梅超風到牛家村尋找曲靈風下落，巧遇前來向黃藥師尋仇的「全真七子」，梅超風先為黃藥師打頭陣，但不敵全真七子的「天罡北斗陣」，給及時出現的「東邪」黃藥師出手相救。雙方酣鬥之際，黃藥師勁敵「西毒」歐陽鋒趁黃藥師真氣大損之際以畢生功力施以偷襲，企圖除去一個對手，然而梅超風捨命為恩師擋了歐陽鋒一擊身亡，黃藥師在她臨死時原諒梅超風，重新收她為徒。

## 新版改动
金庸在新修订的第三版中点明了黄药师与梅超风之间超越师徒的爱情，黄药师一遍遍抄录欧阳脩《望江南》词“恁时相见早留心，何况到如今” ，而梅超风舍命为黄药师挡了欧阳锋用上十成功力的蛤蟆功，使得黄药师因梅超风死去而伤心提供了一个合理的解释。 2007年，金庸在接受湖南卫视《背后的故事》采访时说，早在第一版中，黄药师在梅超风盗走《九阴真经》后打断其他徒弟的腿，就是暗示黄药师对梅超风的感情无处发泄只能迁怒旁人，只是描写较为隐晦。

## 武功
桃花島武功
全部由其師父黃藥師所創，當中彈指神通、玉簫劍法、桃華洛英掌等，是此門功夫的絕技，只收集了一招半式 便可以橫行江湖，威力驚人，黃藥師更以自身藝業躋身為天下五絕之一，而梅超風則修習了其中的一部分，當中包括：靈鰲步、碧波掌法等
摧心掌
雖名「摧心」，但中者五臟六腑皆會被震爛，骨骼卻不折斷
白蟒鞭法
使用極長的白蟒鞭，如靈蛇出洞，伸縮自如，靈動之極。
九陰白骨爪
五指發勁，出爪後摧敵首腦，受此功夫死亡者頭頂五個指洞，無堅不摧，無固不破，摧毀大岩，如穿腐土，出爪時爪心有強大的吸力可隔空取物或吸取他人功力，爪指有強大的透勁可隔空傷人。

## 影视形象

### 劇集
《射鵰英雄傳》：
- 張敏婷：香港佳藝電視《射鵰英雄傳》（1976年）
- 黃文慧：香港無綫電視《射鵰英雄傳》（1983年）
- 陳麗華：台灣中視《射鵰英雄傳》（1988年）
- 麥翠嫻：香港無綫電視《射鵰英雄傳》（1994年）
- 楊麗萍：中國慈文影視《射鵰英雄傳》（2003年）
- 孔維：上海唐人公司《射鵰英雄傳》（2008年）
- 米露：中國華策影視、完美影視聯合出品《射鵰英雄傳》（2017年）
- 孟子義：中國企鵝影視、耀客傳媒聯合出品《金庸武俠世界》（2024年）

《神鵰俠侶》：
- 楊蓉：中國華夏視聽、於正工作室聯合出品《神鵰俠侶》（2014年）

### 電影
- 陳立品：《射鵰英雄傳》（1958年），香港粵語長片，峨嵋電影公司
- 余海倫：《射鵰英雄傳》（1977年）、《射鵰英雄傳續集》（1978年），邵氏公司
- 阮巨：《射鵰英雄傳之降龍十八掌》（2021年） ，愛奇藝

## 註腳
1. ↑  北宋欧阳修《望江南》：“江南柳，叶小未成阴。人为丝轻那忍折，莺连枝嫩不胜吟。留取待春深。十四五，闲抱琵琶寻。堂上簸钱堂下走，恁时相见早留心，何况到如今。”全词是欧阳修写给自己十五六岁的外甥女的作品，表达喜爱和爱恋。被金庸借用来表示黄药师对梅超风的爱恋。